# 歧笔菊属
歧笔菊属（学名：Dicercoclados）是菊科下的一个属。

## 下属物种
本属包括以下物种：
- 歧笔菊 Dicercoclados triplinervis C.Jeffrey & Y.L.Chen